# Bufo japonicus
Bufo japonicus là một loài cóc thuộc họ Bufonidae. Đây là loài đặc hữu của Nhật Bản. Môi trường sống tự nhiên của chúng là rừng cận Bắc cực, rừng ôn đới, vùng cây bụi ôn đới, đầm nước, đầm nước ngọt, đầm nước ngọt có nước theo mùa, suối nước ngọt, đất canh tác, vườn nông thôn, các vùng đô thị, ao, và đất có tưới tiêu. Chúng hiện đang bị đe dọa vì mất nơi sống.

## Hình ảnh

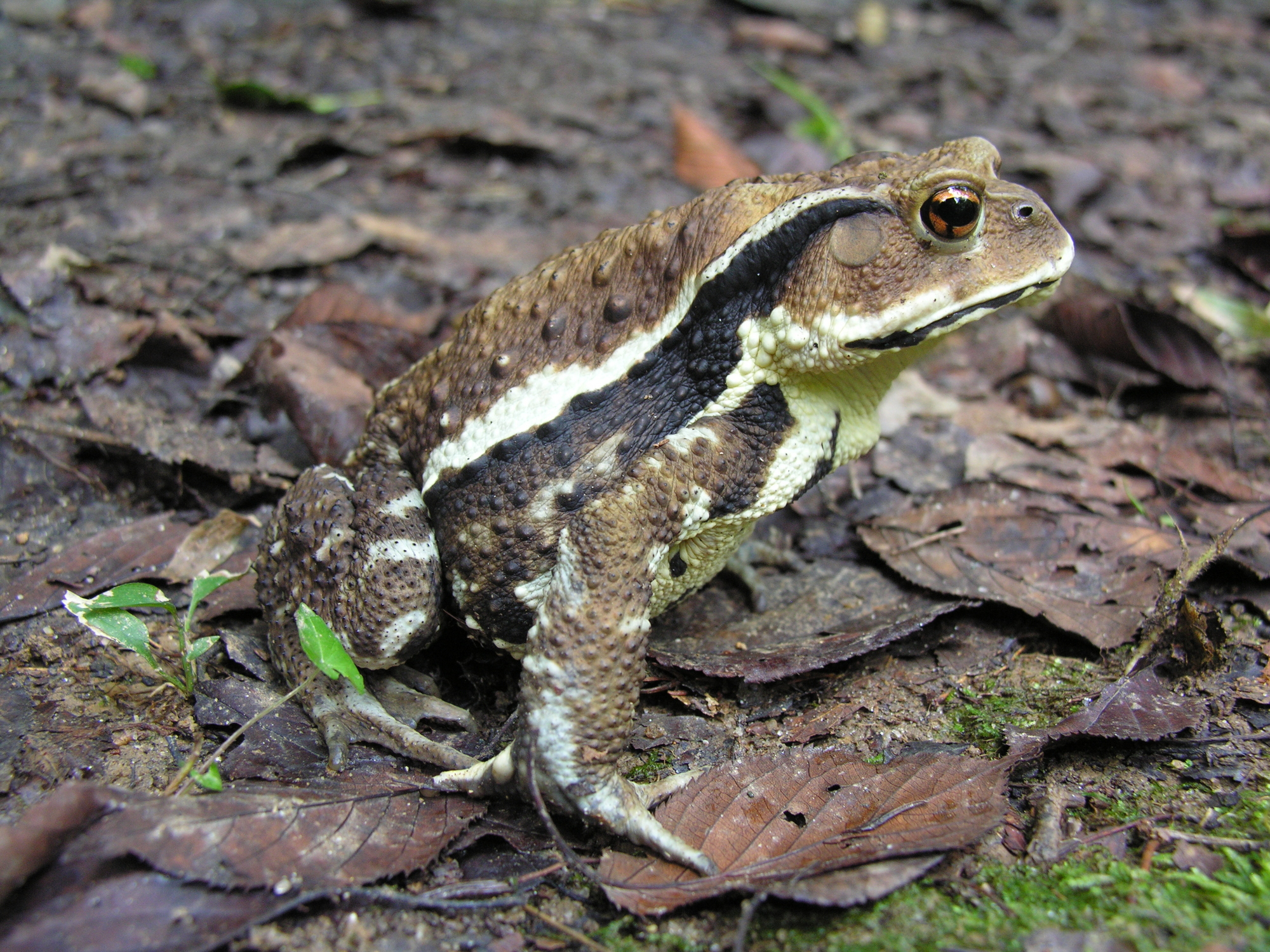
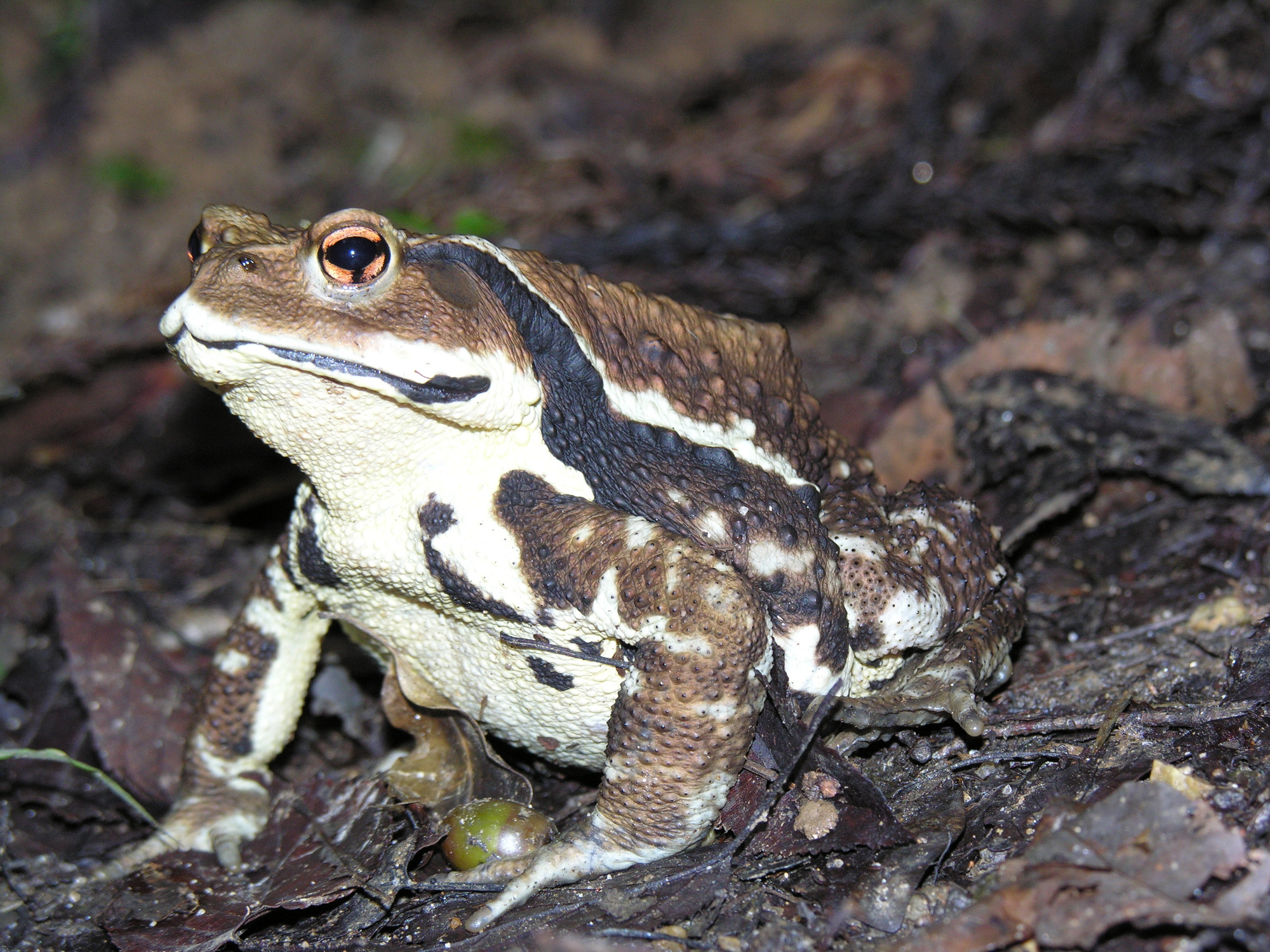
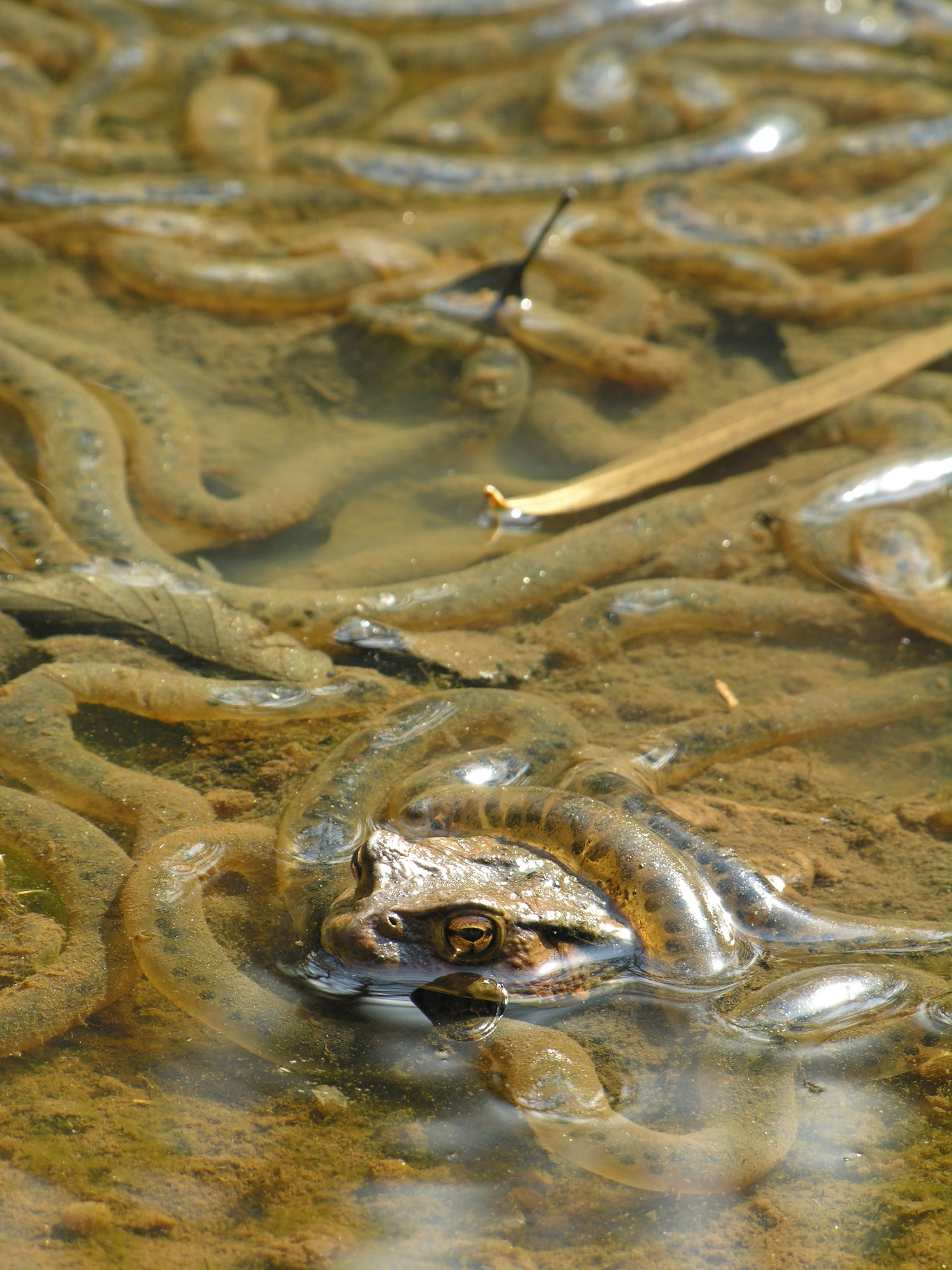
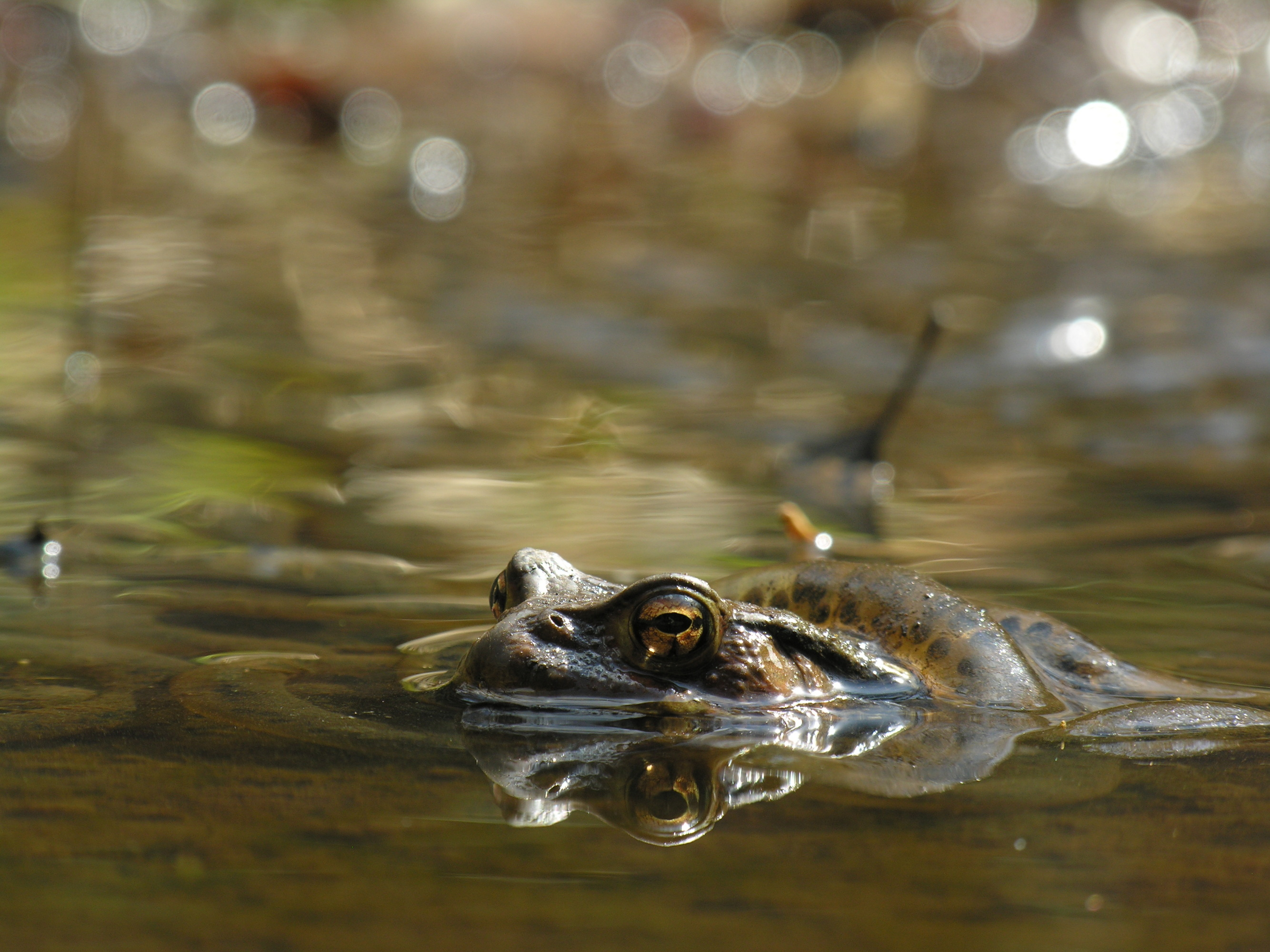